# Vincenzo Rosati
Vincenzo Rosati (Ponzano di Civitella del Tronto, 28 gennaio 1859 – 1º novembre 1943) è stato un ingegnere, archeologo, pittore e fondatore e direttore di scuole di arti e mestieri e collezionista italiano.

## Biografia
Vincenzo Rosati nacque da Margherita Macrì e Giovanni Rosati, poeta dialettale, appartenente a una famiglia benestante di proprietari terrieri domiciliata in Ponzano, un piccolo borgo situato nei pressi della fortezza di Civitella del Tronto. Fratello del padre era Pietro Rosati, sacerdote barnabita, fondatore del Museo di Scienze naturali del Collegio San Luigi di Bologna che oggi porta il suo nome, latinista di fama internazionale e amico fraterno di Giovanni Pascoli.
Vincenzo si laureò in Ingegneria nel 1886 all'Università di Napoli dove frequentò anche l'Istituto di Belle Arti e stabilì rapporti di amicizia, che conservò poi per tutta la vita, con artisti, pittori, scultori e artigiani.
La principale attività professionale di Vincenzo Rosati riguardò il campo della Istruzione tecnica e industriale e, in  particolare, la fondazione e l'organizzazione di scuole d'arti e mestieri. 
In Abruzzo fondò e diresse le scuole di Penne, allora provincia di Teramo, oggi provincia di Pescara, (1888-1894) e di Atri (1894-1904) dove rimase fino al 1904, quando fu inviato a organizzare e dirigere la giovanissima scuola industriale di Catanzaro.
Nel 1920 il Ministero pensò a Rosati per il delicato incarico di direttore della Scuola industriale di Tripoli, una scuola sperimentale sulla cui impostazione però l'ingegnere teramano entrò in contrasto con le disposizioni ministeriali che miravano a formare i giovani libici come semplici esecutori di progetti degli artisti italiani. Rientrato a Roma, nel 1925 fu chiamato alla direzione del Regio Museo Industriale, oggi smembrato, che nella Capitale aveva sede e all'interno del quale istituì corsi di formazione affidati a noti artisti come Alberto Gerardi e Duilio Cambellotti. Qui rimase fino al 1929, anno in cui fu collocato a riposo.
Non va dimenticata l'attività svolta da Rosati come archeologo, l'amicizia e la collaborazione con Edoardo Brizio, la partecipazione agli scavi nelle zone di Penne e Atri, l'incarico ufficiale di "Commissario per la Conservazione dei Monumenti e degli oggetti d'arte e d'antichità" per la provincia di Teramo, incarico ricoperto dal 1897 al 1903. In tale contesto ebbe modo di raccogliere una corposa collezione di reperti archeologici, lasciati poi in eredità alla Biblioteca provinciale "Melchiorre Dèlfico" di Teramo e oggi depositati e collocati in esposizione permanente presso il Museo archeologico di Atri.
La pittura rimase, forse per necessità, ai margini della vita di Vincenzo Rosati, confinata nei momenti di riposo e praticata, si direbbe, soprattutto negli anni della pensione. Relativamente ridotta è in fondo la sua produzione artistica, almeno quella conosciuta. Non arrivano al numero di cento i lavori a noi pervenuti, tra acquerelli, tempere, chine, olii e tecniche miste, quasi tutti su carta; si tratta per lo più di "studi" raffiguranti ritratti e paesaggi, figure e scorci della campagna di Ponzano; molti di questi sono stati identificati grazie ai recenti studi di Renata Ronchi segnalati in bibliografia.
Rosati, diplomato all'Accademia, era padrone di tutti i "fondamentali" dell'arte pittorica: disegno, colore, composizione, resa espressiva, uso delle tecniche più diverse. egli ultimi anni l'attenzione di numerosi editori e critici si è indirizzata verso la valorizzazione dei suoi "bozzetti", inseriti in pubblicazioni d'arte e posti oggi in esposizione permanente presso la Pinacoteca civica e la Biblioteca provinciale di Teramo.
La personalità eclettica di Vincenzo Rosati trovò modo di esprimersi anche nella costruzione della casa di famiglia a Ponzano, alla cui edificazione concorsero diversi amici artisti ed alcuni tra i migliori ex alunni. Proprio in questa casa Vincenzo Rosati si spense nel novembre del 1943 dopo aver accuratamente ordinato le collezioni raccolte durante la sua vita che in gran parte furono destinate alla Biblioteca del Capoluogo teramano.

## Manoscritti, biblioteca e collezioni
Le carte e le collezioni Rosati sono attualmente divise presso diversi archivi pubblici e privati.
Il fondo più cospicuo è quello conservato dalla Biblioteca provinciale "M. Dèlfico" di Teramo, fondo che comprende una raccolta di documenti e di lettere, libri, dipinti, reperti archeologici (oggi al Museo di Atri), una raccolta di progetti, una documentazione sulle Scuole d'Arti e Mestieri da lui dirette, tavole con disegni geometrici e temi decorativi, una consistente collezione di fotografie.
Anche gli eredi Rosati conservano ancora numerosi materiali, soprattutto lettere, dipinti e fotografie. Una piccola raccolta di ritratti è depositata presso la pinacoteca civica di Teramo.
Soprattutto documenti e lettere sono in possesso di vari privati.

### Epistolario
Dell'Epistolario in possesso della Biblioteca di Teramo è stata di recente eseguita e pubblicata, a cura di Renata Ronchi, una accurata schedatura, con regesti e indici analitici. Tra i corrispondenti compresi in questo primo gruppo di circa 180 lettere sono gli artisti Cesare Averardi, Duilio Cambelotti, Giuseppe Casciaro, Adolfo De Carolis, Cesare Mariani, Francesco Paolo Michetti, Alfonso Muzii, Fausto Zonaro; Giuseppe Sacconi, Dante Viviani; l'archeologo Edoardo Brizio.

### Dipinti
La collezione più consistente dei dipinti di Vincenzo Rosati è quella in possesso della Biblioteca provinciale di Teramo. Una piccola serie di studi a olio sono in possesso della Pinacoteca civica di Teramo. Da censire i dipinti in possesso degli eredi e di vari privati.

### Reperti archeologici
La collezione dei reperti archeologici è oggi esposta in permanenza presso il Museo archeologico di Atri.

## Iconografia
Il più noto e pubblicizzato tra i ritratti, numerosissimi, di Vincenzo Rosati è certamente quello della grande tela realizzata da Lorenzo Astolfi, oggi esposta nella sala della Direzione della Biblioteca Dèlfico di Teramo. Nella stessa Biblioteca, nelle sale dei Fondi antichi, sono esposti due ritratti giovanili, dipinti l'uno da Fausto Zonaro e l'altro, a più mani, da Alfonso Muzii, Antonio Gianfante e Gaetano Esposito.
Ricorrenti nella produzione di Rosati sono gli autoritratti, la maggior parte dei quali risalenti agli anni giovanili. Imponente poi il numero di ritratti fotografici realizzati nel corso degli anni a partire dall'epoca dell'Università: tra questi va ricordata la serie di ferrotipi conservati nell'archivio di famiglia e di recente pubblicati nel volume sulla collezione delle fotografie di casa Rosati, inserito nella collana Scatti d'Epoca.